# 費聚
費 聚（ひ じゅ、1326年 - 1390年）は、元末から明初の軍人。字は子英。泗州五河県の人。朱元璋に仕えて、明建国の功臣となった。

## 生涯
| 姓名         | 費聚                                                                                  |
| 時代         | 元時代 - 明 時代                                                                      |
| 生没年       | 1326年（泰定3年） - 1390年（洪武23年）                                                |
| 字・別名     | 子英（字）                                                                            |
| 本貫・出身地 | 五河                                                                                  |
| 職官         | 承信校尉→永興親軍指揮司→指揮同知 →指揮使→西安衛指揮使→都督府僉事 →貴州都指揮使→総兵官 |
| 爵位         | 平涼侯（明）                                                                          |
| 諡号         | -                                                                                     |
| 陣営・所属   | 朱元璋                                                                                |
| 家族・一族   | 父:費徳興、子:費超、費璿                                                              |

朱元璋と濠州で出会う。朱元璋は費聚を気に入り、深い交友関係を持った。定遠の張家堡は民兵を有し、どの勢力にも属していなかった。郭子興はこれを自陣営に引き入れたいと考えていた。朱元璋は費聚らを伴い、使者として張家堡を説得した。
至正13年（1353年）、定遠攻略に参加した24将の1人。宝公河に至り、敵陣営を視察すると堅固であった。朱元璋は敵陣営の前で3日間説得したが降伏しなかった。朱元璋は先に帰り、費聚を留守として残した。敵に動きがあることを費聚は朱元璋に報告し、朱元璋は費聚ら3百を率いて、計略をもって敵将を捕らえ、3千人を得た。豁鼻山に籠っていた8百人余りを説得し降伏させた。霊璧を取り、泗州・滁州・和州を攻略し、承信校尉となった。
永興翼元帥府が立てられ、耿炳文の副将として長興を攻めた。張士誠軍が攻めてきたが、これを撃退した。安豊の救援に向かい、江西の平定、武昌の攻略に参加した。永興親軍指揮司を経て、指揮同知となり、永興翼元帥府の長である耿炳文を支えた。張士誠軍が再び攻めてきたが、これを撃退し、宋興祖を捕らえた。
淮安・湖州・平江の攻略に参加し、功績をあげて指揮使に進んだ。湯和に従って、水軍を率いて方国珍討伐に参加した。浙東を平定し、水軍で福州を取り、延平を攻略した。昌国に戻り、海賊及び蘭秀山に籠った賊徒を平定した。
洪武2年（1369年）、大軍で西安を攻略して西安衛指揮使となり、都督府僉事に進んで平涼を守った。
洪武3年（1370年）、平涼侯に封ぜられ、歳禄1千5百石を賜った。屯田を行っていたが、この間、費聚は酒色に耽り、何もしなかった。
洪武4年（1371年）、傅友徳に従い、雲南を攻めた。白石江の戦いで達里麻を捕らえて雲南を平定し、さらに大理へ進み、これを平定する。諸蛮が反乱を起こしたため、呉復の副将として、鎮圧に向かった。呉復と分かれて、これを討伐した。貴州都指揮使となった。
洪武18年（1385年）、総兵官となり、丁忠らを率いて広南を攻めた。火立達を捕らえ、捕虜20万人を得た。その後、雲南を守った。
洪武23年（1390年）、京師に召還された。李善長の獄に連座し、64歳で処刑された。爵位も除かれた。